# خلايا مستقرة
في البيولوجيا الخلوية، الخلايا المستقرة هي خلايا تتضاعف فقط عند الحاجة. تقضي معظم الوقت في المرحلة الخامدة G0 في دورة الخلية (quiescent G0 phase of the cell cycle)، لكن يمكن تحفيزها للدخول في دورة الخلية عند الحاجة. الامثلة تتضمن: الكبد، الانابيب الكلوية القريبة، والغدد الصماء.